# Veľké Lovce
Veľké Lovce (Hongaars:Újlót) is een Slowaakse gemeente in de regio Nitra, en maakt deel uit van het district Nové Zámky.
Veľké Lovce telt 2079 inwoners.